# Nuklearna medicina
Nuklearna medicina je interdisciplinarna klinička grana nauke u kojoj je izvršena integracije medicine i drugih naučnih disciplina u cilju proučavanja funkcije i strukture organa.
Tehnike nuklearne medicine kombinuju upotrebu radioaktivnih supstanci – trejsera (najčešće u organizam pacijenta unose intravenski) i slikovne morfološke uz upotrebu poslednje generacije dijagnostičke medicinske opreme, koja uključuje upotrebu rendgenskih zraka ali i metoda bez zračenja.
Koliki je značaj nastanka i razvoja nuklearne medicine najbolje ilustruje ovaj podatak — da se samo u Sjedinjenim Američkim Državama, na oko 4.000 bolničkih odeljenja nuklearne medicine i možda 1.000 samostojećih centara za snimanje svake godine obavi oko 12 miliona studija u nuklearnoj medicini, koje značajno pomažu u dijagnostici i spašavanju velikog broja ljudskih života.

## Istorija
Istorija nuklearne medicine vezana je za doprinos velikog broja naučnika, inžinjera i fizičara kroz skoro dva veka. Počeci ove grane medicine vezani su za kraj devetnaestog veka i otkrića radioaktivnosti (Anri Bekerel, 1896), radijuma (Marija Kiri, 1898) i rendgenskih zraka Vilhelm Rendgen, 1895). Odmah nakon toga počela je i praktična primena radioaktivnog zračenja u oblasti koja se danas naziva nuklearnom medicinom.
Nakon ovih epohalnih otkrića iks-zračenje i izvori radijuma počeli su da se koriste i u medicini za dobijanje slika, zasnovane na radijaciji prenesenoj kroz telo pacijenta na fotografske ploče. To je omogućavalo fizičarima da po prvi put neinvazivno vide strukture „unutar“ ljudskog tela. Bila je to naročito korisna metoda za slikovni (imidžing) kostiju.
Ubrzo po ovom otkriću, iks-zračenje je postalo glavno sredstvo za dobijanje radiografskih slika zbog brzine i boljeg kontrasta u odnosu na metode koje su uključivale korišćenje radijuma i drugih radionuklida dostupnih u tom istorijskom razdoblju.

### Prva polovina 20. veka
Osnove razvoj nuklearne medicine postavljene su u prvoj polovini 20. veka (između 1910. i 1945. godine), kada je:
- Godine 1905. prvi put je primenjeno zračеnje u oboljenja štitne žlezde.
- Đerđ de Heveš (1913) razvio principe korišćenja radioaktivnih markera i prvi ih primenio u biološkom sistemu 1923. godine, izučavajući apsorpciju i transport radioaktivnog nitrata u biljkama. U tom periodu došlo je do prvog proučavanja metaboličkih procesa pomoću radioaktivnog fosfora (doduše na životinjama). Dokazano je da se fosfor sakuplja u kostima. Ubrzo nakon toga prvi put je 32P iskorišćen u terapeutske svrhe (terapija leukemije).
- Prvi put u istraživanjima unet marker u ljudski organizam, oko 1927. godine. Kada su Blumgart i Vajs, uneli vodeni rastvor radona intravenozno u organizam, a zatim su merili vreme prolaska krvi od jedne do druge ruke korišćenjem Wilson-ove komore kao detektora zračenja.
- Godine 1930. godine, pronađen ciklotron, od strane Lorensa, koji je omogućavao veštačku proizvodnju novih radionuklida. Time se povećao opseg bioloških procesa koji su mogli postati predmet izučavanja. Heveš je bio prvi koji je koristio ove nove radionuklide za proučavanje bioloških procesa u biljkama i krvnim ćelijama. U tom periodu došlo je do prvog proučavanja metaboličkih procesa pomoću radioaktivnog fosfora (prvo na životinjama), kada je dokazano da se fosfor sakuplja u kostima. Ubrzo nakon toga prvi put je 32P iskorišćen u terapeutske svrhe (terapija leukemije).
- Prvi put je primenjen 89Sr u tretmanu kancera kostiju jo 1939. godine, a ta procedura se i sada koristi.
- Konačno, na kraju Drugog svetskog rata, razvijen je nuklearni reaktor kao deo „Menhetn Projekta”, u okviru koga su reaktori počeli da se koriste za proizvodnju radioaktivnih izotopa u količinama koje su mogle da zadovolje potrebe za primenu u medicini.
- Značajan događaj za nuklearnu medicinu dogodio se 1946. godine, kada je za lečenje pacijenta s rakom štitnjače primenjen radioaktivnim jod, što je dovelo do potpunog nestanka raka kod bolesnika. Od tada pa sve do ranih šezdesetih godina, u nuklearnoj medicini se najviše koristio jod za proučavanje i postavljanje dijagnoze kod tiroidnih poremećaja, kao i neki drugi radionuklidi koji su mogli da se koriste samo za nekolicinu određenih organa.

### Druga polovina 20. veka
U pedesetim godinama 20. veka došlo je do razvoja tehnologije koja je omogućavala dobijanje slika distribucije radionuklida u ljudskom telu, što je predstavljalo veliki iskorak u odnosu na dotadašnje brojanje signala u nekoliko izabranih tačaka merenja. Napravljen je uređaj pomoću koga je bilo moguće snimiti distribuciju radiotrasera unutar tela — taj uređaj nazvan je „skenerom”.
Razvoj rektilinearnog skenera (Benedict Cassen, 1951) i anger-kamere (Hal Anger, 1958) kao preteče svih modernih nuklearno-medicinskih sistema za imidžing pojedinačnim fotonom, omogućilo je dalji napredak u ovoj oblasti medicine.
Uporedo je rađeno i na razvoju radiofarmakoloških preparata koji se nakupljaju i učestvuju u metabolizmu organa. Tako su nastali prvi medikamenti za snimanje jetre i bubrega.
Godine 1964. Pol Harper prvi put uvodi u imidžing korišćenje tehnecijuma, koji je i danas, u nuklearnoj medicini, najčešće korišćeni radionuklid. To je predstavljalo prekretnicu u razvoju nuklearne medicine, jer je uticalo na više činjenica — jer:
- gama-zračenje koje emituje tehnecijum poseduje vrlo dobre osobine za primenu u medicinskom imidžingu,
- je tehnicijum vrlo fleksibilan za markiranje širokog spektra jedinjenja koja se mogu koristiti za proučavanje svakog organa u telu,
- je tehnecijum mogao da se proizvodi u obliku koji je bio relativno dugog veka,
- je tehnicijum omogućavao bolnicama da uvek imaju spremne rezerve radionuklida.

Sedamdesete 20. veka su donele vizualizaciju dodatnih organa (pored štitne žlezde), uključujući skeniranje jetre i slezine, lokalizaciju tumora na mozgu i imidžing gastrointestinalnog trakta.
Osamdesetih godina 20. veka primenjena je nuklearna medicina u dijagnostici srčanih bolesti, kao i integracija digitalnih računara i druge sofisticiraне tehnike.
Od ranih osamdesetih godina dvadesetog veka pa sve do danas prisutan je brz razvoj nuklearno medicinskih tehnika. Pojava pravih metaboličkih agenata, kao što su označeni šećeri, omogućila je proučavanje kancera i bolesti srca na način koji ranije nije bio moguć. U tom periodu došlo je i do razvoja PET sistema (PET kamere) baziranih na pozitronskim emiterima. Ti sistemi su, u ovom trenutku, od velikog značaja za nuklearnu medicinu.
Poslednji bitan korak u razvoju nuklearne medicine bio je razvoj sistema za konstrukciju tomografskih slika. Ovo revolucionarno otkriće unapredilo je čitavo polje medicinskog imidžinga zato što je zamenilo dvodimenzionalni (2D) prikaz. trodimenzionalnom (3D) distribucijom radioaktivnosti sa stvarnim trodimenzionalnim prikazom. To je omogućilo razvoj pozitronske emisione tomografije (PET) i jednofotonske emisione kompjuterizovane tomografije (SPECT) tokom sedamdesetih godina 20. veka, čime je započeto moderno doba nuklearne medicine.

### Nuklearna medicina u 21. veku
U prvim decenijama 21. veka imidžing procedure nuklearne medicine sve više se koriste u velikom broju dijagnostičkih testova, uz upotrebu širokog dijapazona markera, koji pokrivaju sve glavne organske sisteme u telu i pružaju mogućnost različitih merenja biološke funkcije (metabolizam kostiju, metabolizam glukoze, tiroidna funkcija itd.).
Ovaj vek karakteriše i početak razvoja multimodalne instrumentacije. Gotovo svi skeneri za pozitronsku emisionu tomografiju i rastući broj skenera za jednofotonsku emisionu kompjuterizovanu tomografiju danas su integrisani sa skenerima za kompjuterizovanu tomografiju (CT), formirajući PET/CT i SPECT/CT konfiguracije. Ovi sistemi danas omogućavaju lako povezivanje strukture kompjuterizovane tomografije (CT) i funkcije (pozitronske emisione tomografije (PET) ili jednofotonske emisione kompjuterizovane tomografije (SPECT) dajući bolji dijagnostički uvid u mnogim kliničkim studijama.
Danas postoji otprilike 100 različitih postupaka snimanja u nuklearnoj medicine koji pružaju informacije o skoro svakom organskom sistemu. Nuklearna medicina je tako postala sastavni deo brige o pacijentima kao izuzetno vredna u ranoj dijagnozi mnogih bolesti.

## Opšte informacije
Mogućnost dobijanja važnih informacija iz živog ljudskog tela putem slike (merenja in vivo) ili imidžingom (kojim se u medicini označava niz tehnika medicinskog slikanja), ima veliku primenu kako u kliničkoj, tako i u istraživačkoj medicini. Imidžin je time uneo pravu revoluciju u dijagnostici. Zajednička osobina svih imidžin tehnika je da su one neinvazivne (što znači da se obavljaju bez otvaranja tela). Neki od ovih sistema pripadaju nuklearnom medicini dok ostali pripadaju radiologiji.
U svom osnovnom obliku, nuklearna medicina se zasniva na ubrizgavanju u telo određenog jedinjenja, koje može emitovati gama zračenje, ili pozitrone. Ovakvo jedinjenje se naziva radiofarmaceutik, češće marker. Kada dođe do raspada radionuklida, emituju se soko-energetski fotoni (gama-zračenje). Energija ovog zračenja je dovoljno velika tako da značajan broj fotona napušta telo. Spoljašnji detektor gama-zračenja može da registruje fotone i kreira sliku distribucije radionuklida, a time i ubrizganog jedinjenja koje je u svom sastavu imalo radionuklid. Tako npr. uz pomoć nuklearno-medicinskih metoda može da se proučava snabdevanje organa krvlju, metabolizam žuči, funkciju bubrega, mokraćne bešike i štitne žlezde.
Prema tome svrha imidžinga radionuklidima je dobijanje slike distribucije radioaktivne substance unutar tela, nakon njenog ubrizgavanja (npr intravenoznom injekcijom) ispitaniku. Slika se pri tome dobija registracijom emisije radioaktivnosti uz pomoć spoljašnjih detektora smeštenih na različitim lokacijama oko pacijenta. Za potrebe nuklearne medicine, poželjne su emisije γ- zraka energije u rasponu od 80 do 500 keV (ili anihilacionih fotona, energije 511 keV).
Ovakvo zračenje ima dovoljnu prodornu moć za prolazak kroz telesna tkiva iz organa smeštenih u unutrašnjosti ljudskog organizma. Zato α-čestice i elektroni nisu od velike koristi u imidžingu pošto je njihova prodorna moć ograničena na svega nekoliko milimetara (i one nisu u stanju da napuste telo pacijenta i ne mogu se registrovati, osim u slučaju spoljašnjih tkiva organizma).
Takođe pri konstrukcije detektori koji se koriste u imidžingu, mora se voditi računa da oni imaju dobru efikasnost u detektovanju γ-zračenja. Poželjno je i da poseduju sposobnost registrovanja „korisnih“ fotona, odnosno očekivanih vrednosti energije. Prema tome svi γ-zraci koji su izgubili pozicionu informaciju usled Komptonovog rasejanja unutar tela neće biti registrovani zbog mala emitovane energije.

## Vrste imidžinga
U nuklearnoj medicini postoje dve velike klase imidžinga: 
Jednofazni jednofotonski imidžing
Jednofotonski imidžing (Single photon imaging) se zasniva na upotrebi radionuklida koji se raspadaju uz emitovanje gama zračenja. Planarna slika se dobija snimanjem distribucije radionuklida u pacijentu iz jednog određenog ugla.  Veoma je sličan konvencionalnoj nuklearnoj planarnoj slici pomoću gama kamere (ili scintigrafije). ali je u stanju da pruži istinite 3D informacije. Ove informacije se obično prikazuju kao preseci preseka kroz pacijenta, ali se mogu slobodno reformatovati ili manipulisati prema potrebi.
Tehnika zahteva isporuku radioizotopa koji emituje gama (radionuklid) u pacijentu, nakon injekcije radifarmaka u krvotok. Većinu vremena, međutim, marker radioizotop je vezan za specifični ligand da bi se stvorio radioligand, čija se svojstva vezuju za određene tipove tkiva. Ova veza omogućava da se kombinacija liganda i radiofarmaceutika prenosi i vezuje za mesto od interesa u telu, gde se koncentracija liganda vidi pomoću gama kamere.
Rezultat ovog imidžinga je slika bez „dubinskih informacija”, koja i pored toga može biti dijagnostički korisna (npr u prikazima kostiju, gde u okružujućem tkivu nije došlo do velike apsorpcije radiofarmaceutika).
Za tomografski režim ovakvog imidžinga, informacije se prikupljaju iz različitih uglova oko pacijenta. To lekaru omogućuje rekonstrukciju slika distribucije radionuklida po poprečnom preseku i time pruža mnogo više informacija od planarne slike. 
Pozitronski imidžing.
U pozitronskom imidžingu koriste se radionuklidi čijim se raspadanjem emituju pozitroni. Emitovani pozitron ima vrlo kratak životni vek. Nakon anihilacije sa elektronom dolazi do kreiranja dva visokoenergetska fotona koji su istovremeno registrovani od strane detektora. I uvom slučaju, tomografske slike se dobijaju snimanjem iz različitih uglova oko pacijenta.

## Radiofarmaceutici u nuklearnoj medicini
Radiofarmaceutici, radiotraseri su medicinska sredstva (radioaktivni elementi ili jedinjenja obeležena radioizotopima ili radionukleidima) koja se koriste u oblasti nuklearne medicine kao markeri (obeleživači ili traseri) za dijagnozu i lečenje mnogih bolesti. Broj različitih radionuklida koji se koriste u nuklearnoj medicini je relativno mali, dok se sa druge strane, broj jedinjenja označenih (radionuklidom) mnogo veći, i u neprekidnom je porastu, zbog sve uspešnijih i aktivnijih istraživanja u oblasti radiohemije. Zato treba očekivati da će se primena radionuklida u medicini, u budućnosti, biti prisutna, u većem obimu nego danas, bez obzira na razvoj drugih, neradioaktivnih, tehnika. Razlog je, u prvom redu, velika osetljivost zajedno sa mogućnošću praćenja procesa u zatvorenom sistemu kakav je ljudsko telo, spoljnim detektorima. Dok su istovremeno koncentracije radioaktivnih lekova tako male da ne stvaraju nikakav farmakodinamiski učinak.
| izootop | simbol | Z  | T1/2     | raspad | gama (keV)                     | pozitron (keV) |
| --- | ------ | -- | -------- | ------ | ------------------------------ | -------------- |
| Imidžing (slikanje): |        |    |          |        |                                |                |
| Fluorin-18 | 18F    | 9  | 109.77 m | β+     | 511 (193%)                     | 249.8 (97%)    |
| Galium-67 | 67Ga   | 31 | 3.26 d   | ec     | 93 (39%), 185 (21%), 300 (17%) | -              |
| Kriptom-81m | 81mKr  | 36 | 13.1 s   | IT     | 190 (68%)                      | -              |
| Rubidium-82 | 82Rb   | 37 | 1.27 m   | β+     | 511 (191%)                     | 3.379 (95%)    |
| Nitrogen-13 | 13N    | 7  | 9.97 m   | β+     | 511 (200%)                     | 1190 (100%)    |
| Tehnecium-99m | 99mTc  | 43 | 6.01 h   | IT     | 140 (89%)                      | -              |
| Indium-111 | 111In  | 49 | 2.80 d   | ec     | 171 (90%), 245 (94%)           | -              |
| Jod-123 | 123I   | 53 | 13.3 h   | ec     | 159 (83%)                      | -              |
| Ksenon-133 | 133Xe  | 54 | 5.24 d   | β−     | 81 (31%)                       | 0.364 (99%)    |
| Talium-201 | 201Tl  | 81 | 3.04 d   | ec     | 69–83* (94%), 167 (10%)        | -              |
| Terapija: |        |    |          |        |                                |                |
| Itrium-90 | 90Y    | 39 | 2.67 d   | β−     | -                              | 2.280 (100%)   |
| Jod-131 | 131I   | 53 | 8.02 d   | β−     | 364 (81%)                      | 0.807 (100%)   |
| Z = atomski broj, broj protona; T1/2 =polu život; propadanje = način propadanja fotoni = principi energije fotona u kilo-elektron voltima, keV, (izobilje / propadanje) β = beta maksimalna energija u mega-elektron voltima, MeV, (izobilje/propadanje) β+ = β+ decay; β− = β− decay; IT = isomeric transition; ec = electron capture * X-rays from progeny, mercury, Hg |        |    |          |        |                                |                |

## Dijagnostičko značenje dobijenih slika
Modaliteti medicinskog imidžinga, na osnovu značenja dobijene slike i vrste informacija koje se mogu dobiti, klasifikuju se na sledeći način:
| Tip podataka | CT | γ-kamera | SPECT | PET | MRI | US |
| ------------ | -- | -------- | ----- | --- | --- | -- |
| Anatomski    | +  |          |       |     | +   | +  |
| Fizioločki   |    |          |       |     |     | +  |
| Metabolički  |    |          |       | +   |     |    |
| Genetički    |    |          |       | +   | +   |    |
| Funkcionalni | +  | +        | +     | +   |     | +  |
| Farmakološki |    | +        |       | +   | +   |    |

CT-sistemi
Slike na morfološkom nivou (anatomskom nivou) daju CT-sistemi. Na tim slikama se razlikuju organi i tkiva koja imaju bitnije nejednak koeficijent
apsorpcije X-zraˇcenja. Ono ˇsto se vidi na tim slikama je vrednost koeficijenta apsorpcije X-zraka tkiva. Kod ovog sistema premisa je da se mogu
videti promena strukture ili anatomije, do kojih je doˇslo usled oboljenja. Funkcionalno stanje tih organa nije mogu´ce konstatovati. Na primer, CT
slika mozga ˇzivog i mrtvog ˇcoveka (neposredno nakon ˇsto je preminuo) je potpuno ista.
SPECT-sistemi
Slike na funkcionalnom nivou daju SPECT-sistemi. Radionuklid, kojim je obeležen neki radiofarmak, cirkuliše kroz dati organ tako da se ne samo može videti slika toga organa, već se može videti funkcionalno stanje toga organa ili dela organa. Ograničenje mogućnosti dobijanja slike na funkcionalnom nivou je posledica ograničenog izbora radionuklida (99mTc, 125I, 121I itd), a odatle i radiofarmaka koji, uglavnom, ne mogu da učestvuju u fiziološkim procesima. Međutim, ipak se ponekad za SPECT sisteme mogu napraviti „ekvivalenti” PET radiofarmaci sa nuklidima 99mTc i 121I. Tada se može izbeći vizualizacija PET-om, već se može koristiti SPECT.
PET-sistemi
Slike na metaboličkom nivou daju PET-sistemi. Slike dobijene ovim sistemima omogućavaju praćenja metaboličkih procesa u nekom organu. Takve slike nose viši nivo informacije nego slike iz CT i SPECT sistema jer se na osnovu njih mogu ustanoviti kakvi su fiziološki (biohemijski) procesi u organu. Praćenje metaboličkih procesa omogućavaju radionuklidi kao što su 11C, 13N, 15O i 18F. Odgovarajući elementi ovih izotopa su osnovni činioci organskih jedinjenja (posebno raznih
češera) koji se nalaze u ljudskom organizmu i učestvuju u biohemijskim procesima. U principu, metabolički procesi bi se mogli pratiti i SPECT sistemima kada bi postojali odgovarajući radionuklidi za tu svrhu, što nije slučaj.
MRI-sistemi
MRI-sistemi (od Magnetic Resonance Imaging) omogućavaju imidžing određenih fizičkih karakteristika tkiva. Dobijena slika predstavlja, prvo, sliku distribucije protona (jezgara atoma vodonika), što se obično notira kao PD1. Zato se ovaj način snimanja često zove protonskim imidžingom. Tkiva sa više vodonika biće jasnije prikazana od tkiva koja sadrže manje vodonika. Međutim, slika kod MRI sistema predstavlja i sliku distribucije vremenskih konstanti T1 i T2, koje karakterišu proces relaksacije vektora magnetizacije, koje jako zavise od vrste tkiva.
Prema tome, MRI može da vizualizuje različite karakteristike tkiva, protok krvi i više fizioloških i metaboličkih funkcija. Takođe treba imati u vidu da se
MRI zasniva na efektu nuklearne magnetne rezonancije i da su principi ostvarenja tomografskog snimka sasvim različiti nego kod CT, SPECT i PET sistema.
Ultarsonografija
Slike dobijene na ultrazvučnim aparatima (US) su na morfološkom nivou, ali se mogu pratiti fiziološke i funkcionalne promene.

## Literatura
- Mas JC (2008). A Patient's Guide to Nuclear Medicine Procedures: English-Spanish. Society of Nuclear Medicine. ISBN 978-0-9726478-9-2.
- Taylor A, Schuster DM, Naomi Alazraki N (2000). A Clinicians' Guide to Nuclear Medicine (2nd изд.). Society of Nuclear Medicine. ISBN 978-0-932004-72-7.
- Shumate MJ, Kooby DA, Alazraki NP (јануар 2007). A Clinician's Guide to Nuclear Oncology: Practical Molecular Imaging and Radionuclide Therapies. Society of Nuclear Medicine. ISBN 978-0-9726478-8-5.
- Ell P, Gambhir S (2004). Nuclear Medicine in Clinical Diagnosis and Treatment. Churchill Livingstone. стр. 1950. ISBN 978-0-443-07312-0.
- Jones DW, Hogg P, Seeram E (март 2013). Practical SPECT/CT In Nuclear Medicine. ISBN 978-1447147022.

## Spoljašnje veze
Медији везани за чланак Nuklearna medicina на Викимедијиној остави

- Nuklearna medicina на веб-сајту  (језик: енглески)